# Club Deportivo Curibamba
El Club Deportivo Curibamba fue un club de fútbol de Perú de la ciudad de Andahuaylas en el Departamento de Apurímac. Fue fundado en 2006 y participó en la Segunda División Peruana 2006.

## Historia
La Asociación Deportiva Bagua Grande Fútbol Club fue fundada el 20 de septiembre de 2012. En la Copa Perú 2013, el club clasificó a la Fase Regional, pero fue eliminado por la UD Chulucanas en la fase de grupos. En la Copa Perú 2014, el club clasificó a la Etapa Regional, pero fue eliminado por Cristal Tumbes en las Semifinales. En la Copa Perú 2015, el club clasificó a la Etapa Nacional, pero fue eliminado al quedar en el puesto 25. En la Copa Perú 2018, el club clasificó a la Etapa Nacional, pero fue eliminado al terminar en el puesto 35.

## Uniforme
- Uniforme titular: Camiseta verde, pantalón azul, medias azules.

## Entrenadores
- Michael Silva (2006)
- Rufino Bernales (2006)
- Percy Maldonado (2006)
- Julio Guzmán (2007)

## Datos del club
- Temporadas en Primera División:  0.
- Temporadas en Segunda División:  1 (2006).
- Mayor goleada conseguida:
  - En campeonatos nacionales de local: Deportivo Curibamba 4:1 Alfonso Ugarte (22 de octubre de 2006).
  - En campeonatos nacionales de visita: Villa del Mar 0:2 Deportivo Curibamba (11 de junio de 2006).
- Mayor goleada recibida:
  - En campeonatos nacionales de local: Deportivo Curibamba 0:3 Deportivo Aviación (16 de julio de 2006).
  - En campeonatos nacionales de visita: Universidad San Marcos 4:0 Deportivo Curibamba (12 de agosto de 2006)